# Auguste Chabaud

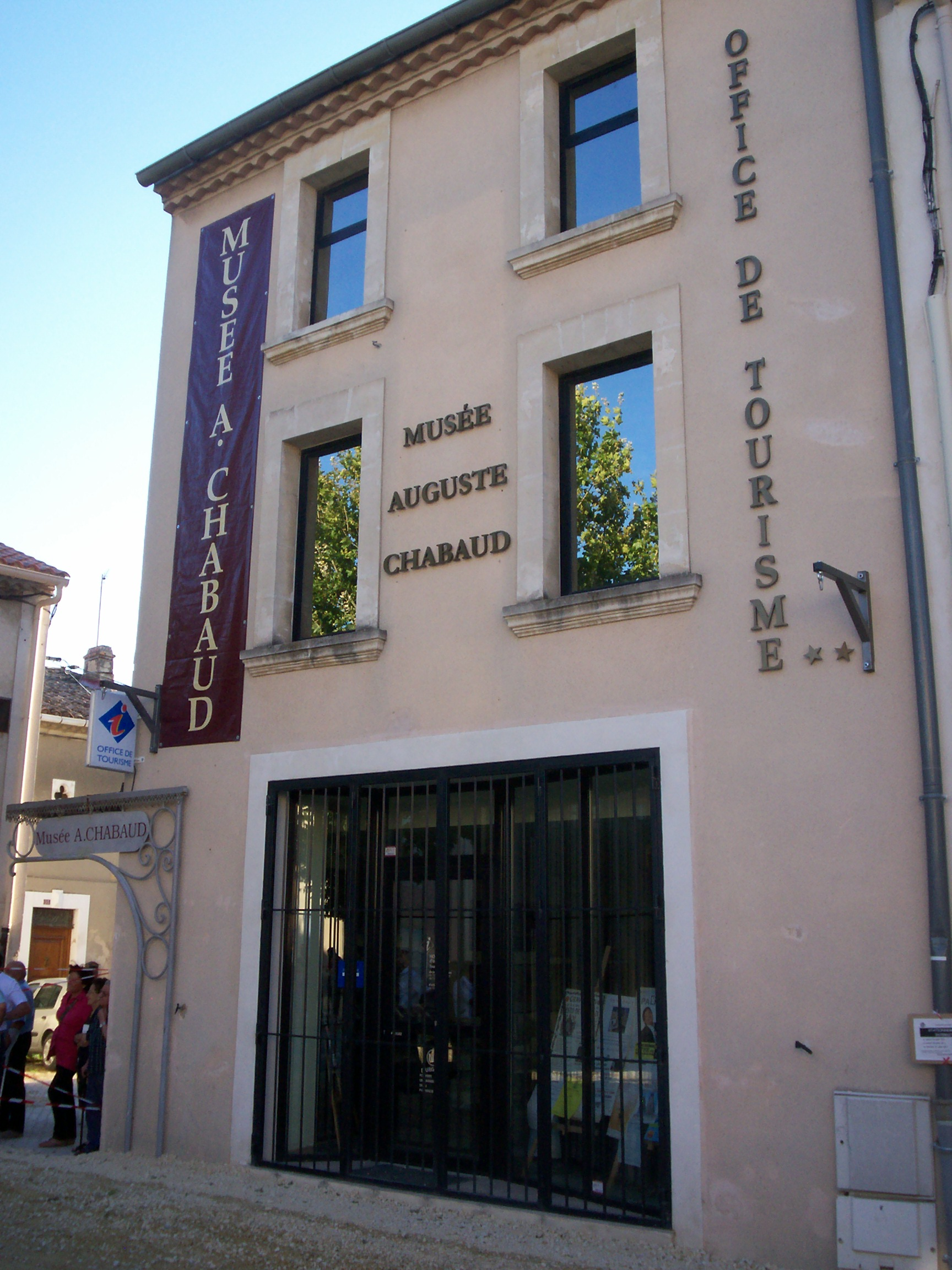
Musée Auguste Chabaud, Graveson (2011)

Auguste Chabaud (3 octombrie 1882, Nîmes - 23 mai 1955, Graveson) a fost un pictor și sculptor francez.
A intrat la vârsta de 14 ani la Beaux-Arts din Avignon având-ul ca profesor pe Pierre Grivolas.

## Opera
- Villeneuve-lès-Avignon, ulei pe carton, 53 x 76 cm, nedatat, Muzeul de Artă din Toulon.